# Yacht

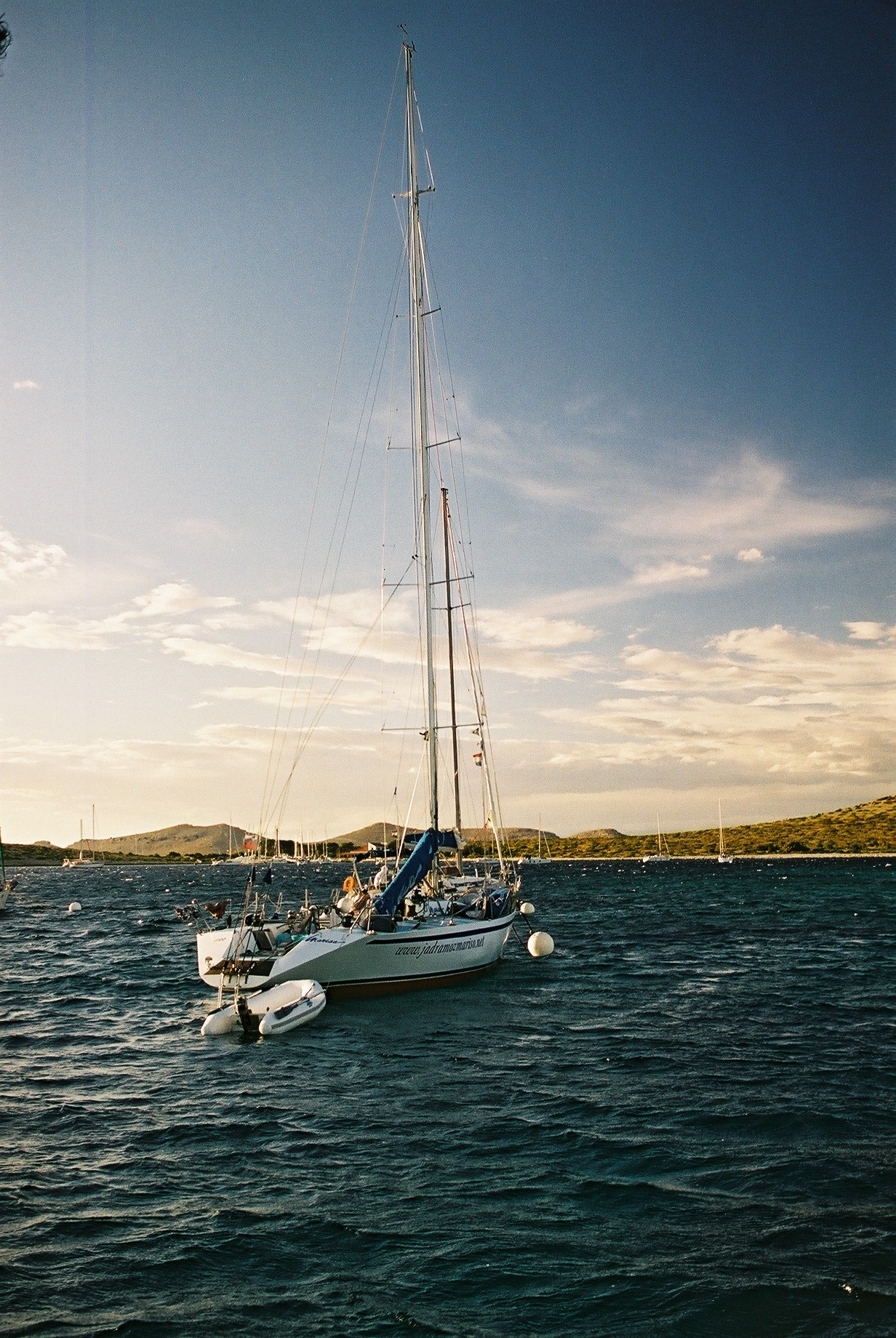
Segelyacht mit Dingi im Schlepp

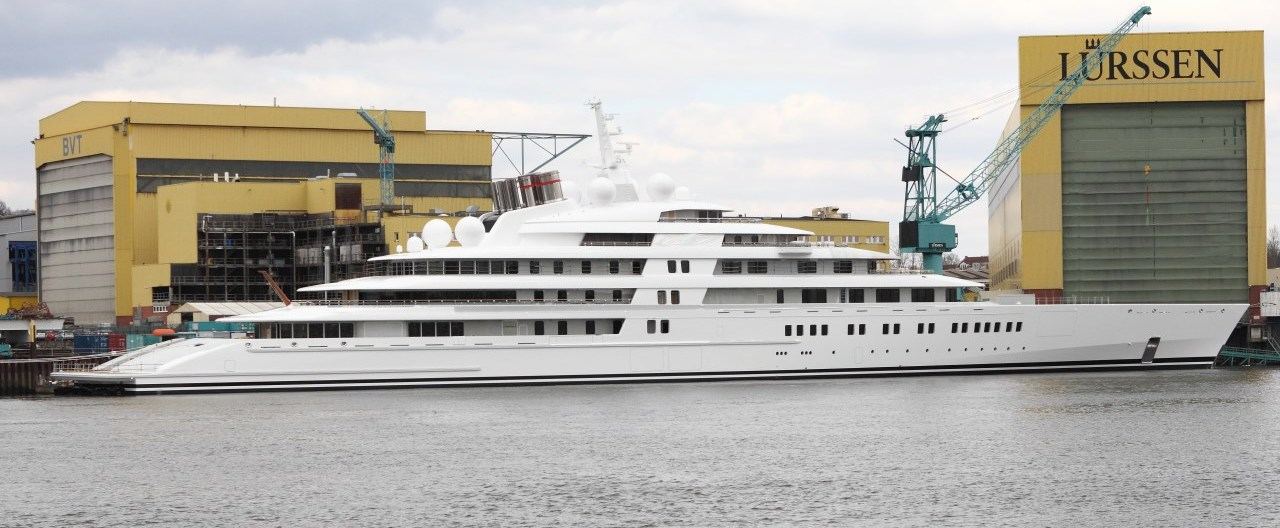
Motoryacht Azzam, die längste private Yacht der Welt

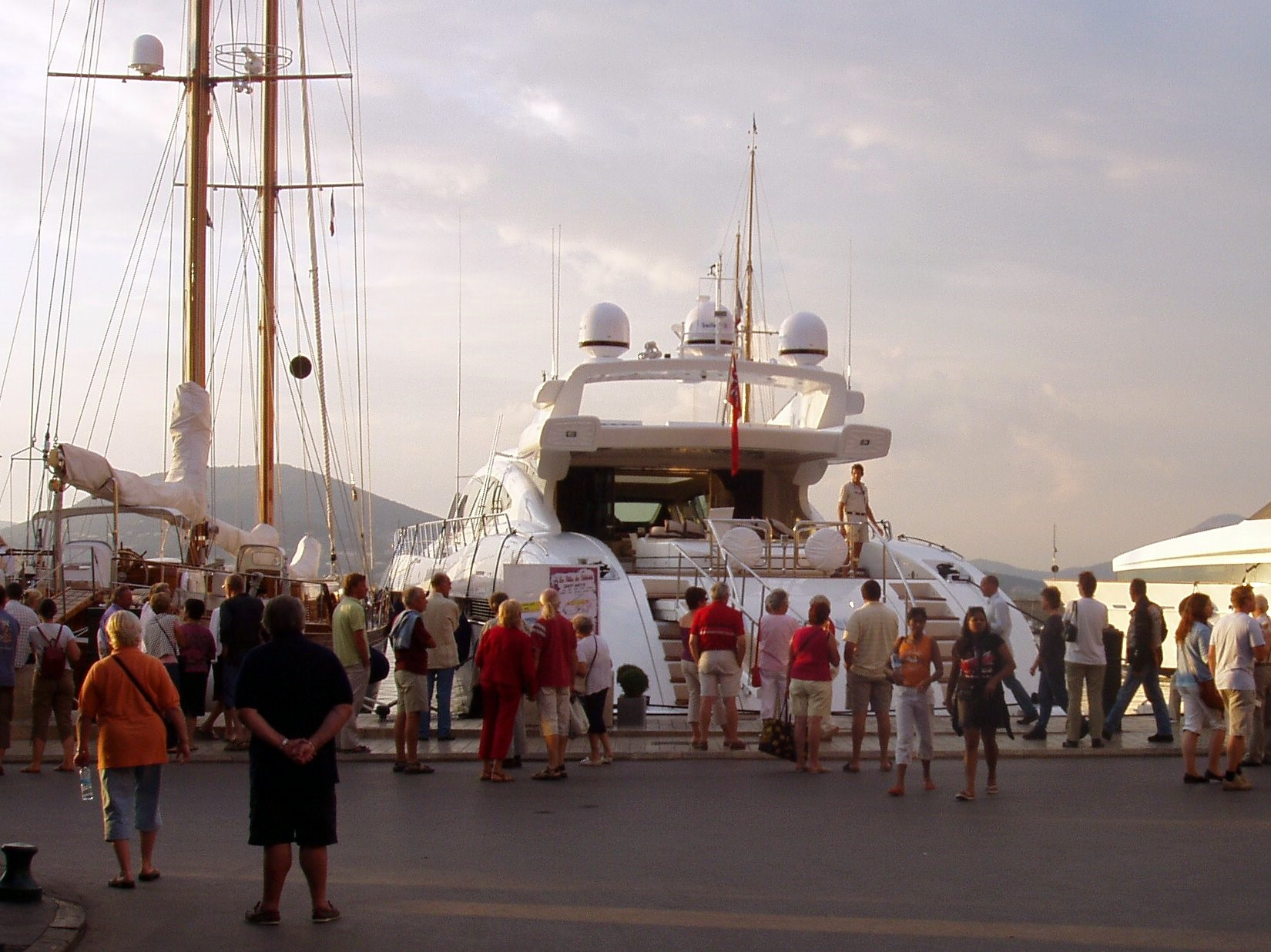
Eine große Yacht legt im Hafen von Saint-Tropez an.

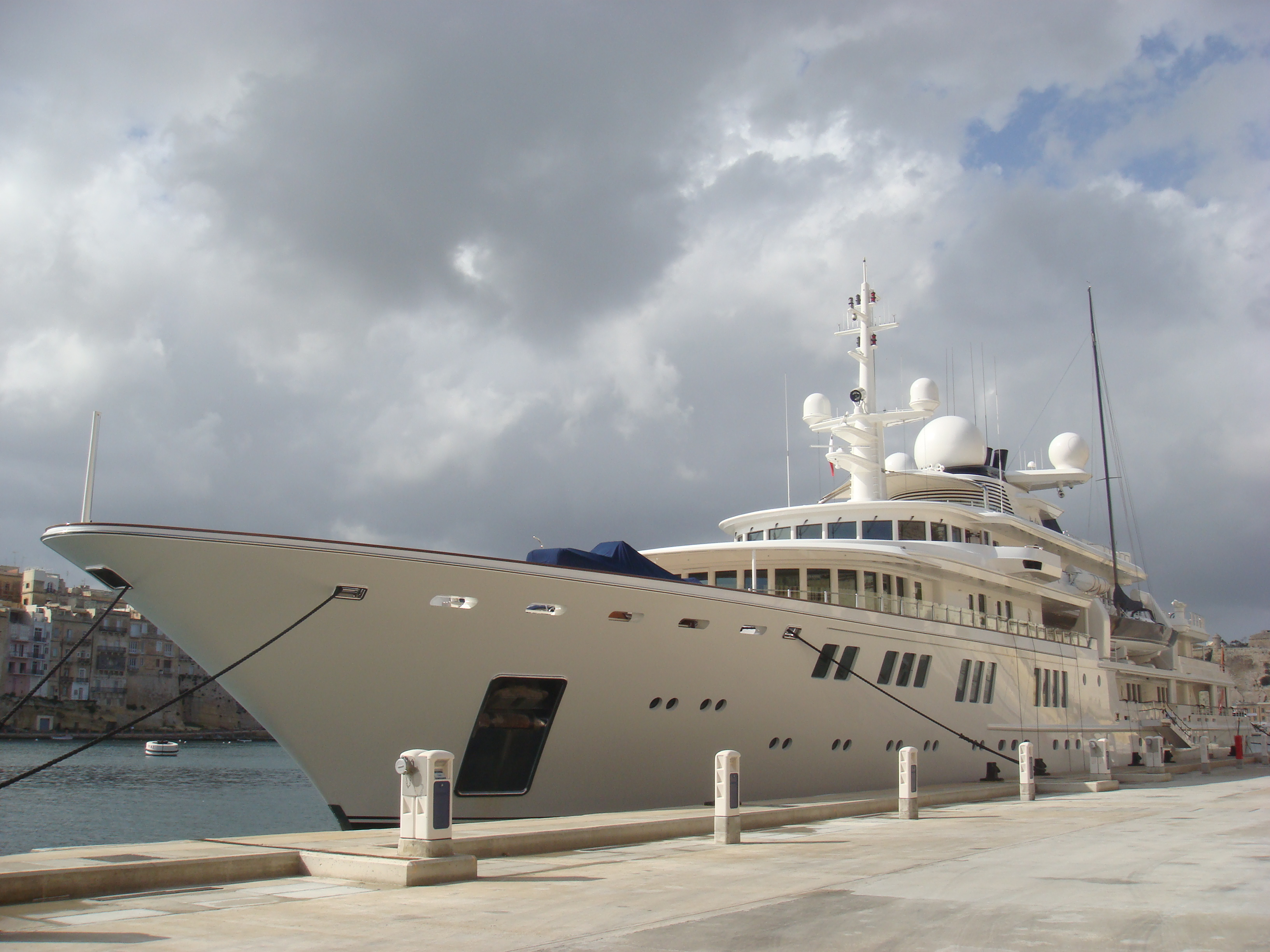
Kuriosum: Paul Allens Luxusyacht Tatoosh mit eigener Segelyacht als Beiboot auf der Backbord-Seite

Eine Yacht beziehungsweise Jacht (aus gleichbedeutend niederländisch jacht, dies verkürzt aus mittelniederdeutsch jachtschip „Jagdschiff“, „schnelles Schiff“) ist (heute) ein Wasserfahrzeug für Sport- und/oder Freizeitzwecke, das – von Sonderfällen abgesehen – mit einem Deck und einer Kajüte ausgestattet ist. Entsprechend der Antriebsart werden Motoryachten und Segelyachten unterschieden. Wesentlich für eine Segelyacht ist – in Abgrenzung zur Jolle – ein fester, in der Regel mit Ballast versehener Kiel.

## Begriff
Im Alltagsgebrauch wird üblicherweise erst ab einer gewissen Länge des Fahrzeugs von einer Yacht gesprochen. Unter etwa 7 m spricht man eher von einem Boot, über 10 m von einer Yacht. Eine typische Yacht in europäischen Küstengewässern ist heute um die 10 bis 17 Meter lang (30 bis 56 Fuß) und mit mehreren Kabinen ausgestattet. Auf deutschen Binnenseen herrschen bei Yachten Bootslängen von 6 bis 15 Meter vor.
Größere Yachten werden auch als Maxiyachten bezeichnet, je nach Größe als Mini-Maxis, Maxis oder Supermaxis. Die Grenzen zwischen diesen Kategorien sind keineswegs fest, als Anhaltspunkt kann aber beispielsweise die Klasseneinteilung des Yacht Club Costa Smeralda dienen, der bei seinen Regatten Yachten von 18–24 m als Mini-Maxis, Yachten über 30,5 m als Supermaxis und alle dazwischen als Maxis starten lässt.
Sehr große Yachten, bei denen kein Wert auf sportliche Nutzung gelegt wird, sondern die als reine Luxusobjekte dienen, werden als Megayachten oder Superyachten bezeichnet.

## Bauart und Ausstattung
Übliche Baumaterialien für Yachten sind heute faserverstärkte Kunststoffe (meist GFK oder CFK). Holz war früher der einzig verfügbare Baustoff, wurde aber von Kunststoffen praktisch vollständig abgelöst. Stahl und Aluminium werden sehr selten verwendet. Beton (Ferrozement) wurde in den 1970er Jahren erprobt, konnte sich aber nie durchsetzen. Der Bau einer modernen Yacht ist eine sehr komplexe und anspruchsvolle Arbeit, die viel Erfahrung erfordert.
Bei Maxi- und Megayachten spielt Komfort eine große Rolle, sie ähneln eher privaten Kreuzfahrtschiffen als Sportbooten.
Bauart, Einrichtung, Motorisierung und Ausrüstung einer Yacht richten sich sehr nach dem bevorzugten Revier und der Stärke der Nutzung. Yachten, die in der EU in Betrieb genommen werden, müssen der CE-Norm entsprechen und gemäß ihrer Konstruktion und Ausrüstung in eine der Kategorien A bis D eingeordnet werden.

## Besatzung
In der Regel befinden sich Yachten, egal ob Motor- oder Segelyachten, ab einer Rumpflänge von 21 Metern (70 Fuß) in der Verantwortung von semi- oder vollprofessionellen Besatzungen (Yachtmatrose). Ab zwei Personen spricht man von einer Crew, dabei handelt es sich zumeist um Schiffsführer („Skipper“) und Steward. Der Anzahl der Crewmitglieder sind mit steigender Größe der Yacht kaum Grenzen gesetzt – sie kann bei Megayachten mehr als 60 Personen umfassen, darunter z. B. Köche und Ingenieure. Der Skipper ist dann oft Kapitän mit Patent für große Fahrt.
Insbesondere wegen der hohen Personalkosten ist die Charter von Yachten zu einer beliebten Alternative zur eigenen Yacht geworden. Damit können auch weitere Nachteile einer eigenen Yacht vermieden werden (Anschaffungskosten, Distanz zum Liegeplatz, Klima- und Revierabhängigkeit).

## Technische Daten
Die größten Privatyachten erreichen über 180 Meter Länge. Sie können 20 bis 36 Knoten erreichen.
Die breite Masse fährt eher Yachten mit einer Länge zwischen 10 und 20 Metern. Segelyachten sind ab etwa 12 Metern sicher hochseetauglich, Motoryachten wegen der geringeren Stabilität erst deutlich darüber. Zudem begrenzt der Treibstoffvorrat einer „normalen“ Motoryacht von zwischen 500 und 1500 Litern die Reichweite, denn 100 Liter pro Stunde können auch hier verbraucht werden. Die Reichweite einer Segelyacht ist nicht durch den Treibstoff begrenzt und ihre Höchstgeschwindigkeit wird durch die Rumpfgeschwindigkeit bestimmt.

## Geschichte

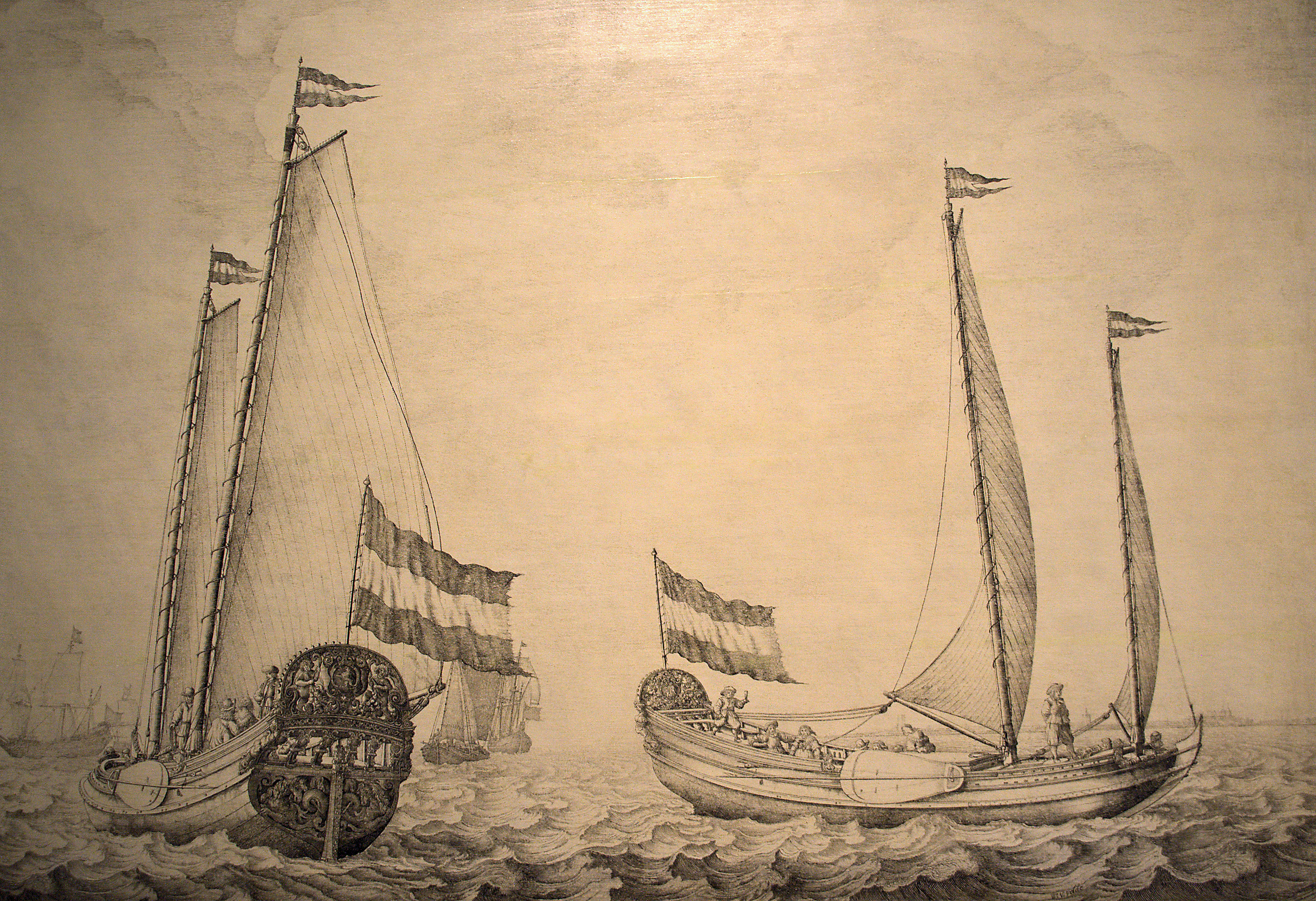
Eine mit barocken Verzierungen versehene Speeljacht aus der Mitte des 17. Jahrhunderts (Gemälde von Willem van de Velde dem Älteren)

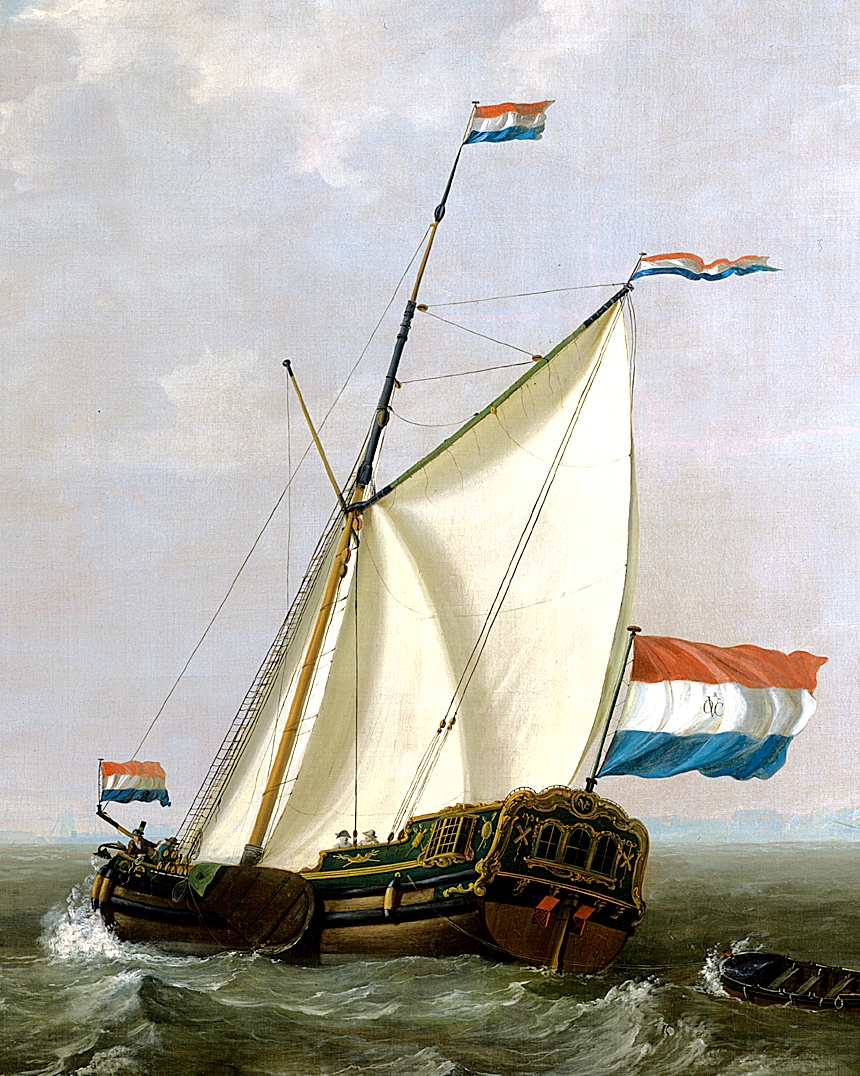
Eine Herenjacht als Dienstfahrzeug der VOC von 1790

Es sind in der Vergangenheit viele Schiffsformen als Jachten bezeichnet worden. Neben kleinen dreimastigen Jagten mit Spiegelheck um 1600 wurden in der ersten Hälfte des 17. Jahrhunderts auch speziell für Lustfahrten mit einer Frühform des Hochsegels versehene Schiffe für Binnen- und Küstengewässer so genannt. Im weiteren Verlauf des 17. Jahrhunderts wurde der Begriff Jacht eher für administrative und herrschaftliche Fahrzeuge verwendet. Diese sind als Statenjacht oder Herenjacht bekannt. Die Schenkung zweier solcher Jachten an den englischen Hof markiert den Beginn der Nutzung dieser Form in England als Yacht. In Dänemark wurde im Laufe des späten 17. Jahrhunderts eine Frachtschiffform mit dieser Bezeichnung entwickelt. Es handelte sich um einen schnellen Segler mit scharfer Spantform bei runderem Bug, schmalerem Heck und einmastiger Gaffeltakelage mit Topprahen. Diese Form wurde noch im ganzen 19. Jahrhundert in Dänemark und Norddeutschland gebaut.

## Bekannte Yachten
- Germania, erste Krupp-Yacht von 1908
- Hohenzollern, Staatsyacht Kaiser Wilhelms II.
- Anita, klassische 12 mR-Yacht von 1938
- Britannia, die 83. und vorerst letzte königliche Yacht des britischen Monarchen, 1954–1997 im Dienst
- Fair Carol, die 1977 vor den amerikanischen Virgin Islands als Aufnahmestudio für das Musikalbum London Town der Band Wings dienende Yacht[4]
- Illbruck, deutsche Yacht, 2001/2002 Siegerin des Volvo Ocean Race
- Alinghi, Schweizer Yacht, 2003 und 2007 Siegerin des America’s Cup
- Eclipse, Yacht des Milliardärs Abramowitsch, mit 163 Metern die viertlängste Privatyacht der Welt
- Azzam, mit einer Länge von 180 Meter die längste private Yacht der Welt
- Sailing Yacht A, mit einer Länge von 142 Metern die längste Segelyacht der Welt
- Savarona, frühere türkische Staatsyacht Kemal Atatürks
- Galeb, frühere jugoslawische Staatsyacht Josip Broz Titos